# Kim van Velzen
Kim van Velzen (19 januari 1998) is een Nederlands voetbalspeelster. In de zomer van 2019 ging ze na drie seizoenen sc Heerenveen naar vv Alkmaar.

## Carrièrestatistieken
| Seizoen                     | Club            | Land            | Competitie      | Competitie | Competitie | Beker | Beker | Internationaal | Internationaal | Overig | Overig | Totaal | Totaal |
| Seizoen                     | Club            | Land            | Competitie      | Wed.       | Dlp.       | Wed.  | Dlp.  | Wed.           | Dlp.           | Wed.   | Dlp.   | Wed.   | Dlp.   |
| --------------------------- | --------------- | --------------- | --------------- | ---------- | ---------- | ----- | ----- | -------------- | -------------- | ------ | ------ | ------ | ------ |
| 2015/16                     | sc Heerenveen   | Nederland       | Eredivisie      | 14         | 2          | 0     | 0     | –              | –              | –      | –      | 14     | 2      |
| 2017/18                     | sc Heerenveen   | Nederland       | Eredivisie      | 8          | 0          | 0     | 0     | –              | –              | –      | –      | 8      | 0      |
| 2018/19                     | sc Heerenveen   | Nederland       | Eredivisie      | 12         | 0          | 0     | 0     | –              | –              | –      | –      | 12     | 0      |
| 2019/20                     | VV Alkmaar      | Nederland       | Eredivisie      | 0          | 0          | 0     | 0     | –              | –              | –      | –      | 0      | 0      |
| Carrière totaal             | Carrière totaal | Carrière totaal | Carrière totaal | 34         | 2          | 0     | 0     | 0              | 0              | 0      | 0      | 34     | 2      |
| Bijgewerkt tot 20 juli 2019 |                 |                 |                 |            |            |       |       |                |                |        |        |        |        |

## Interlands
Op 10 april 2013 speelde Van Velzen met Oranje O15 haar eerste internationale wedstrijd. 
Met Oranje O19 speelde ze op 15 september 2015 haar eerste wedstrijd.
Op 24 juli 2018 kwam ze voor het eerst uit voor Oranje O20.

## Privé
Van Velzen speelde in het opleidingsteam CTO van de KNVB.